# Guerre ottomano-persane (1623-1639)
Pour les articles homonymes, voir Guerres ottomano-persanes.
Batailles
Bekir Subaşı · 1re Bagdad · 2e Bagdad (tr) · Kars (tr) · 3e Bagdad (tr) · 4e Bagdad (en)
La guerre ottomano-persane ou turco-séfévide de 1623 à 1639 est l'ultime épisode d'une série de conflits opposant l’Empire ottoman et l’Empire séfévide : le principal enjeu en est le contrôle de la Mésopotamie. Après quelques succès perses, s'achevant sur la prise de Bagdad et l'occupation d'une partie de l'actuel Irak, les différents fronts se stabilisent, les Perses ne parvenant pas à s'avancer davantage en territoire ottoman. De leur côté, les Ottomans sont accaparés par le théâtre d'opérations des Balkans, et affaiblis par les guerres intestines ; ils parviennent toutefois à reprendre Bagdad. Les deux belligérants signent finalement le traité de Qasr-e Schirin, favorable à l'Empire ottoman puisqu'il lui reconnaît la mainmise sur la Mésopotamie, qu'il conserve jusqu'au terme de la Première Guerre mondiale.

## Contexte
En 1514, l’Empire ottoman et l’Empire séfévide s'engagèrent dans une guerre séculaire pour la possession du Caucase et de la Mésopotamie. Ces deux empires dominaient le Proche-Orient, et leur rivalité était attisée par leurs divergences confessionnelles : les Ottomans étaient sunnites, tandis que les Séfévides se rattachaient à la tradition chiite des Qizilbash, et considéraient les Ottomans comme des hérétiques.
Lorsque la bataille de Tchaldiran mit un terme à l'influence séfévide en Anatolie, les Ottomans s'emparèrent de Bagdad en 1534 et occupèrent l’Irak arabophone. Le traité d'Amasya (1555) confirma temporairement leurs droits sur ces terres ; mais deux décennies plus tard, la guerre reprenait (1578) : elle se conclut par le traité de Constantinople (1590), qui confirma la victoire des Ottomans : ils occupèrent alors la Géorgie, Erevan et même la capitale séfévide historique, Tabriz. Cette situation s'explique en grande partie par les difficultés des Séfévides, aux prises avec les Chaybanides ouzbeks du Khorasan.
Le nouveau Shah de Perse, Abbas Ier, réorganisa son armée en mettant sur pied l’infanterie Tofangtchi, destinée à faire pièce aux janissaires ottomans. Dès la reprise du conflit en 1603, il parvint à reprendre Tabriz, l’Azerbaïdjan et la Géorgie. Les Ottomans, accaparés par la défense contre les Habsbourg dans les Balkans, n'étaient alors plus en position de résister efficacement. Stimulé à la fois par ces premiers succès et par les tiraillements internes à l'Empire ottoman, culminant avec l'assassinat du sultan Osman II, Abbas décida de reprendre l'Irak.

## Déroulement

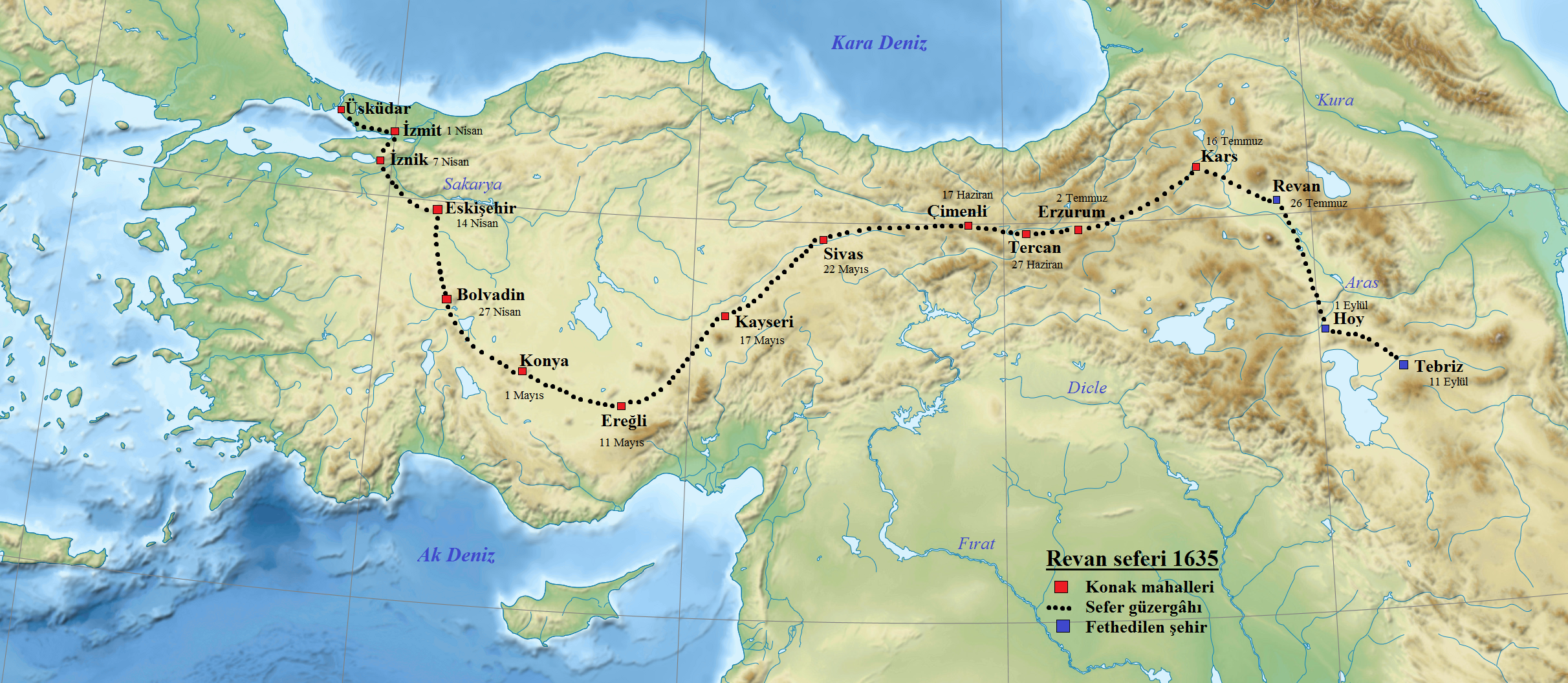
La campagne ottomane contre Erevan et Tabriz.

Mais les entreprises du shah se trouvèrent en butte à une série de soulèvements. Abaza Mehmed Pacha (en), le gouverneur d'Erzurum, n'était pas le dernier à soutenir la rébellion, tandis que Bagdad était depuis 1621 mise en coupe réglée par le grand maître des janissaires, le Soubachi Bakr et ses partisans,. Bakr cherchait à se faire reconnaître comme pacha de la Sublime Porte, mais pour toute réponse, le sultan chargea le gouverneur de Diyarbakır, Hafiz Ahmed Pacha, de le déposer. Bakr en appela alors à Abbas Ier, qui lui envoya des renforts. Pour reprendre Bagdad, Hafiz Ahmed Pacha n'hésita pas à tenter d'amadouer Bakr et lui laissa à entendre que Constantinople rendait hommage à sa loyauté. Alors les Perses assiégèrent Bagdad et s'en emparèrent le 14 janvier 1624 avec l'aide du fils de Bakr, Muhammad,. La chute de la ville fut suivie du massacre d'une grande partie de la population sunnite, car le Shah était décidé à faire de Bagdad une ville purement chiite.
La chute de Bagdad fut un coup du destin pour les Ottomans, et leurs places fortes commençaient à se barricader. Les Perses s'emparèrent bientôt d'une grande partie de l'Irak, notamment des villes de Kirkouk et de Mossoul, ainsi que des sanctuaires chiites de Nadjaf et de Kerbela, que le Shah visita en personne,. En 1625 Hafiz Ahmed Pascha, promu entretemps Grand vizir, marcha sur Bagdad. Bien que le Shah eût opté pour la tactique de la terre brûlée, l'armée ottomane parvint finalement devant Bagdad et y mit le siège en novembre, par trois côtés. Les assauts des ottomans abattirent une partie des remparts, sans toutefois parvenir à une décision avant l'irruption de l'armée de secours perse. Les Ottomans se replièrent tout en tentant de reprendre l'assaut à plusieurs reprises. Abbas entreprit alors de couper les lignes d'approvisionnement turques : la stratégie s'avéra payante, puisqu'elle contraignit les Ottomans à se risquer en bataille rangée. Ils y essuyèrent de lourdes pertes et durent abandonner : le 4 juillet 1626, l'armée ottomane se replia à Mossoul,.
En 1629 les Ottomans, sous la direction du Grand vizir Khüsrev Pacha, conclurent la paix avec les Habsbourg et regroupèrent leurs forces à l'est de leur empire pour une grande offensive. La dureté de l'hiver, marquée par une suite d'inondations, rendit impossible toute tentative d'invasion du centre de l'Irak : aussi Khüsrev Pacha lança-t-il son armée vers l'est, afin de rétablir sa menace contre les Perses. Le 4 mai 1630, il les bouscula non loin de Kermanchah et s'empara d'Hamadan, qu'il mit à sac, ; puis il retourna à Bagdad et assiégea la ville en novembre, mais dut bientôt abandonner, car un nouvel hiver menaçait de couper ses lignes d'approvisionnement,. Encouragés par cette retraite, les Perses occupèrent derechef l'Irak et poussèrent les populations kurdes à la rébellion. Le shah Séfi Ier dépêcha une délégation vers la cour ottomane, mais le Grand vizir, Tabanivassi Mehmed Pacha, repoussa ses propositions. Le front caucasien de Perse s'affaiblit encore davantage en 1633, avec les revendications des princes séfévides sur les royaumes géorgiens de Kartlie et de Kakhétie, gouvernés par le roi Teimouraz Ier. Teimuraz fut vaincu, mais parvint à trouver refuge en Iméréthie. Il retrouva d'ailleurs son trône de Kakheti à l'initiative des Perses, qui d'eux-mêmes l'y rétablirent en 1638.
Pour rétablir la concorde entre ses généraux, le sultan Mourad IV prit lui-même la conduite des opérations en 1635. Les Ottomans s’emparèrent le 8 août d’Erevan et pillèrent Tabriz,. Le sultan regagna Constantinople en triomphe, mais sa victoire fut de courte durée : dès l'automne suivant, le shah Séfi reprenait Erevan et défaisait l'armée ottomane,. Une offre de paix des Perses resta sans écho. En 1638, le sultan dirigea lui-même son armée contre Bagdad : au terme d'un siège de 39 jours, en décembre, il reprit le contrôle de la ville. Ce siège a connu un retentissement jusqu'en France, puisqu'il apparaît dans le premier numéro de la Gazette de Théophraste Renaudot. Les pourparlers de paix s'ouvrirent peu après,.

## Conséquences
Le traité de Qasr-e Schirin, conclu le 17 mai 1639, fixa pour près de trois siècles la frontière entre Perses et Ottomans : Erevan alla à l’Empire perse des Séfévides, l’Irak aux Ottomans ; quant à la Mésopotamie, qui depuis la dynastie des Achéménides était considérée traditionnellement comme l'une des régions les plus considérables de l’Empire perse, elle était définitivement perdue. La paix apporta un équilibre durable entre les deux grandes puissances régionales : à quelques ajustements près, la frontière décidée au terme de ce conflit reste celle délimitant les territoires respectifs de l'actuel Iran, l’Irak et la Turquie,.

## Sources
- (de) Cet article est partiellement ou en totalité issu de l’article de Wikipédia en allemand intitulé « Osmanisch-Safawidischer Krieg (1623–1639) » (voir la liste des auteurs).